# 菲登扎
菲登扎（義大利語：Fidenza），是意大利帕尔马省的一个市镇。总面积95.15平方公里，人口25731人，人口密度270.4人/平方公里（2009年）。ISTAT代码为034014。

## 友好城市
- 法國 锡斯特龙